# Skoruszyńskie Wierchy

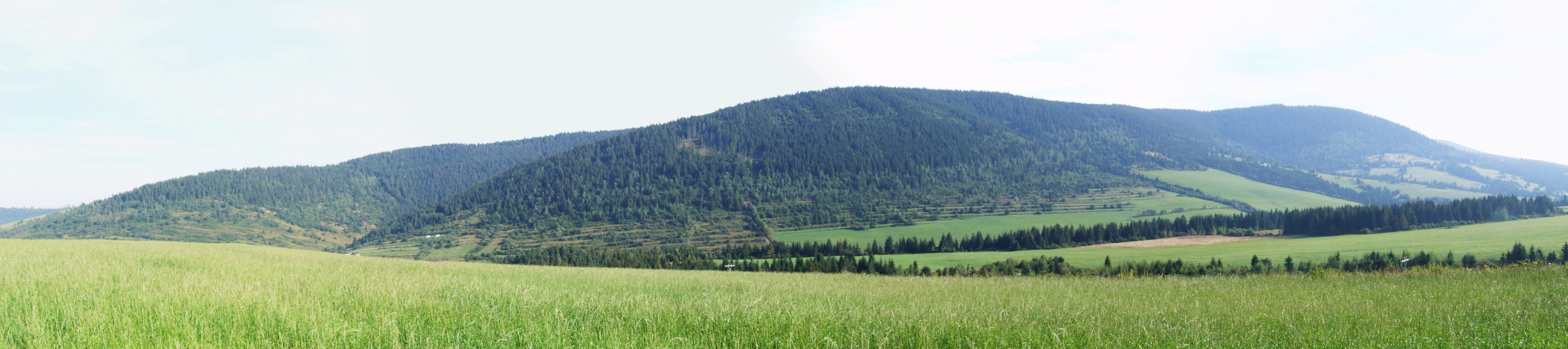
Widok na Skoruszyńskie Wierchy ze wzgórza Chotár koło Zuberca. Widoczny Oslí vrch, Javorková i Mikulovka

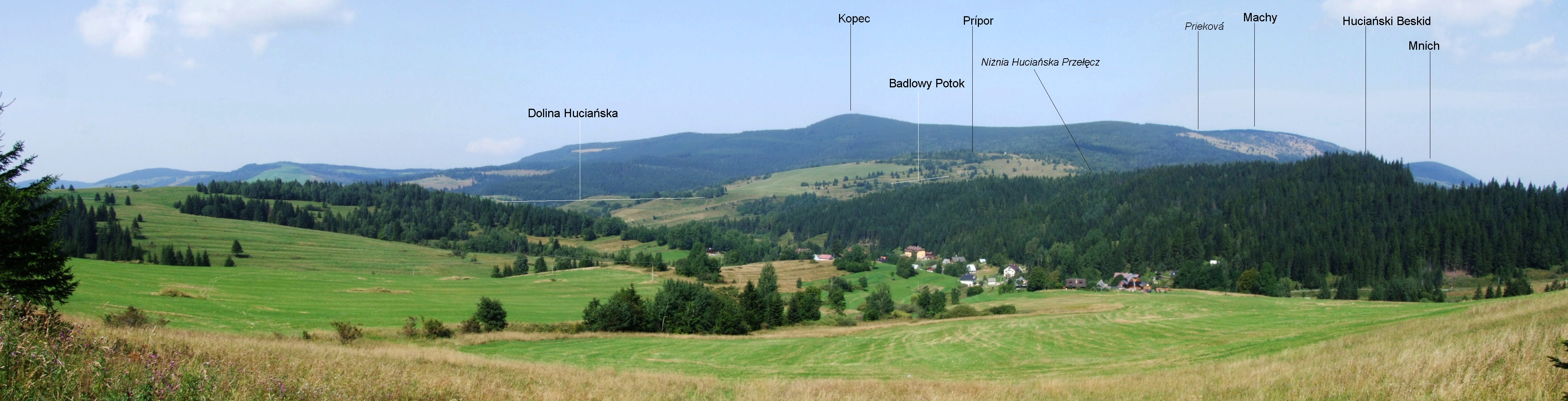
Grupa Kopca

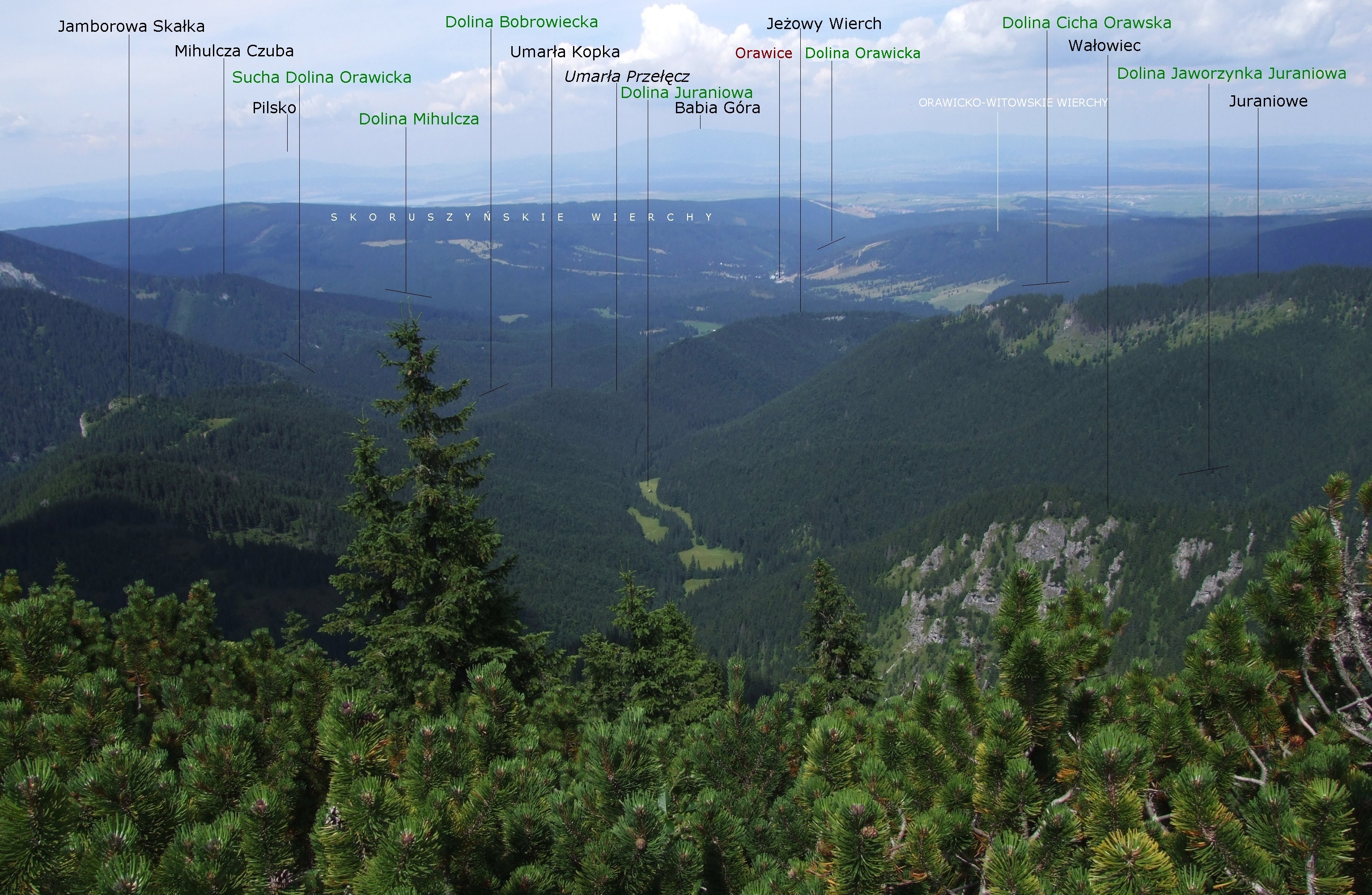
Widok na Skoruszowskie Wierchy z Tatr

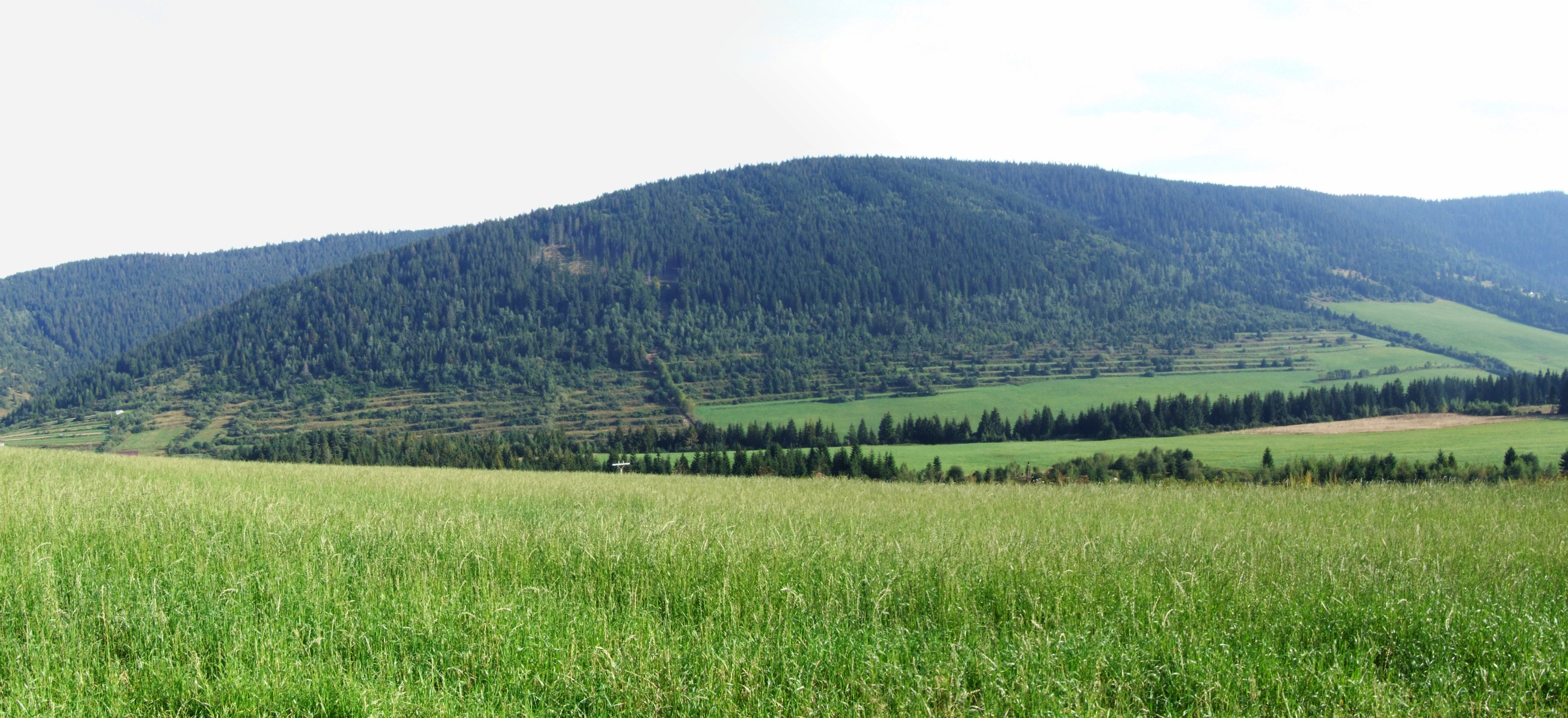
Javorková i Dolina Błotna. Widok ze wzgórza Hotar koło Zuberca

Skoruszyńskie Wierchy (słow. Skorušinské vrchy) – pasmo górskie na Orawie. Najwyższym szczytem jest Skoruszyna (1314 m). 

## Regionalizacja polska
W polskim podziale fizyczno-geograficznym Karpat Skoruszyńskie Wierchy zwane też Pasmem Skoruszyńskim stanowią część Pogórza Skoruszyńskiego, które z kolei wchodzi w skład Pogórza Spisko-Gubałowskiego. Skoruszyńskie Wierchy ciągną się od Doliny Zimnej Wody w północno-wschodnim kierunku do Doliny Orawickiej. Północno-zachodnie ich stoki opadają do doliny rzeki Orawa, południowe i południowo-wschodnie do Doliny Błotnej, przełęczy Borek i Doliny Mihulczej. Tak więc z wszystkich stron mają naturalną granicę wyznaczoną głębokimi korytami rzek i potoków, jedynie przez przełęcz Borek łączą się z Tatrami (z grupą Osobitej). Opadające w przeciwne strony po obu stronach tej przełęczy doliny (Błotna i Mihulcza) należą już do Rowu Podtatrzańskiego. 
W polskim ujęciu Skoruszyńskie Wierchy znajdują się więc całkowicie na Słowacji.

## Regionalizacja słowacka
W słowackim podziale fizyczno-geograficznym Karpat Skoruszyńskie Wierchy znajdują się na terenie Słowacji i Polski. Na północy ciągną się po Dolinę Czarnego Dunajca. Od Tatr oddziela je dolina Siwej Wody, Brama Orawska i Dolina Cicha Orawska. Obejmują więc również Orawicko-Witowskie Wierchy. Pozostałe granice zachodnie i wschodnie są takie same, inna jest granica południowa. Nie stanowi jej Dolina Zimnej Wody, sięgają dalej na południe, obejmując takie szczyty, jak Mních, Machy, Kopec, Blato, Turínok. Słowacy Skoruszyńskie Wierchy zaliczają do Wewnętrznych Karpat Zachodnich (Vonkajšie Západné Karpaty). Na północy graniczą z Kotliną Orawską, na zachodzie z Pogórzem Orawskim, na południu z Rowem Podtatrzańskim.

## Charakterystyka
Skoruszyńskie Wierchy zbudowane są z warstw nieco zdyslokowanego fliszu podhalańskiego. Najwyższe szczyty to: Skoruszyna (Skorušina, 1314 m), Mikulovka (1193 m),  Blatná (1143 m),  Javorková (1140 m),  Brezový vrch (1136 m), Vajdovka (1076 m), Oslí vrch (1039 m), Vrchdolinky (950 m), Ostrý vrch (943 m). Wśród przełęczy nazwę własną ma przełęcz Biedna (sedlo Biedna lub Nad Studienkami). Skoruszyńskie Wierchy pocięte są licznymi dolinami wielu potoków. Największy z nich to Zabiedovčik. W widłach tego potoku, Orawy i Zimnej Wody znajduje się oddzielona jego doliną od pozostałych Skoruszyńskich Wierchów grupa szczytów: Prasatín (857 m), Biedna (965 m), Dolina (799 m), Skalky (785 m), Košiarec (798 m), Krásnický vrch (773 m), Grúň (734 m), Kovaľovo (762 m).
Dawniej wysoko na grzbiety Skoruszyńskich Wierchów pięły się pastwiska i pola uprawne, obecnie stopniowo zarastające lasem. Nadal jednak istnieją duże polany głęboko wnikające w masyw. Nadal z wielu miejsc rozciągają się szerokie panoramy widokowe. Szczytami poprowadzono kilka szlaków turystycznych.

## Szlaki turystyczne
czerwony: Orawice – Blatná – Skoruszyna – Mikulovka – Javorková – przełęcz Biedna – Kosariska – Stara mat – Oravský Biely Potok. Odległość 17,7 km, suma podejść 629 m, suma zejść 769 m, czas przejścia: 5 h (z powrotem 5:05 h)
 żółty: Twardoszyn – Kosariska
 żółty: Brezovica – Javorinky
 żółty: Nižná – Prasatín – Stara mat
 niebieski: Zuberzec – Habówka – Biedna Przełęcz – Zábiedovo
 zielony: Trzciana – Javorinky – Skoruszyna